# Raging
Singles de Kygo
Fragile
(2016) I'm In Love
(2016)
Raging est une chanson du DJ et musicien norvégien Kygo en featuring avec le groupe irlandais Kodaline. C'est le sixième single de son premier album Cloud Nine, sorti en 2016. Cette musique est présente dans la bande son du jeu vidéo FIFA 17.